# 榊ショウタ
榊 ショウタ（さかき ショウタ）は、日本の漫画家。

## 経歴
- 第71回（2006年上期）手塚賞にて、「LITTLE ARUMAGEDON」（佐々木正太名義）で佳作受賞。
- 『赤マルジャンプ』2008SPRINGに掲載された「Dr.DEAD」（以降、榊ショウタ名義）でデビュー。
- 『赤マルジャンプ』2009SPRINGに「黄泉武人之魂」を掲載。
- 『週刊少年ジャンプ』2010年9号に、「戦国ARMORS」を掲載。
- 『週刊少年ジャンプ』2011年14号より、「戦国ARMORS」を連載開始。初連載。

## 作品リスト

### 連載
- 戦国ARMORS - 『週刊少年ジャンプ』2011年14号 - 同年31号

### 読切
- Dr.DEAD - 『赤マルジャンプ』2008SPRING
- 黄泉武人之魂 - 『赤マルジャンプ』2009SPRING
- 戦国ARMORS - 『週刊少年ジャンプ』2010年9号
- 春めく妖精生活 - 『ジャンプNEXT!』2012SUMMER

### その他
- 管理栄養士・栄養士のためのやさしく学べる!EBN入門（作画、作：佐々木由樹）

| スタブアイコン | サブスタブ | この項目は、まだ閲覧者の調べものの参照としては役立たない、漫画家・漫画原作者に関連した書きかけの項目です。この項目を加筆・訂正などしてくださる協力者を求めています（P:漫画/PJ:漫画家）。 |